# تعظميت
تعظميت بلدة وبلدية تابعة لدائرة عين الإبل في ولاية الجلفة بالجزائر.

## الموقع
تحدها شمالا بلدية عين الإبل وشرقا بلدية حاسي بحبح وغربا بلدية الجلفة.